# Constantino Romero
Constantino Romero García (Alcalá de Henares, 29 de mayo de 1947-Barcelona, 12 de mayo de 2013) fue un presentador, locutor y actor de doblaje español. Destacó por haber sido la voz habitual de actores como Clint Eastwood, James Earl Jones, Roger Moore, Arnold Schwarzenegger o William Shatner, entre otros, y del personaje de Darth Vader en la trilogía original de Star Wars (1977-1983).

## Biografía
Constantino Romero nació en Alcalá de Henares el 29 de mayo de 1947, donde su padre, Ángel Romero Martínez, trabajaba como funcionario de prisiones; aunque él se consideraba fundamentalmente albaceteño, por ser esta provincia el lugar de origen familiar y porque el pueblo de su infancia fue Chinchilla de Montearagón, a 15 km de la capital, localidad natal de su madre, Antonia García Martínez.
Inició su carrera profesional como locutor de Radio Barcelona en 1965 y de Radio Nacional de España. Fue en 1985 cuando dio el salto a la televisión, con la presentación del programa Ya sé que tienes novio. La popularidad le vendría poco después, al ponerse al frente del concurso El tiempo es oro, entre 1987 y 1992. Más adelante ficharía por Antena 3 y, de nuevo, conseguiría grandes cuotas de audiencia.
Posteriormente, trabajaría en las televisiones autonómicas con el concurso La Silla, sustituiría a Silvia Jato al frente de Pasapalabra durante su baja por maternidad, y en 2002 sería fichado por Castilla-La Mancha Televisión.
También fue locutor en galas y grandes eventos como los Juegos Olímpicos de Barcelona 1992, además de poner su voz a numerosos anuncios.
En 1984, a la edad de 36 años debutó como actor teatral en la obra L'Òpera dels tres rals (La ópera de los tres centavos) dirigida por el también actor de doblaje Mario Gas. Ambos volverían a trabajar juntos, primero en La Ronda de Arthur Schnitzler, en 1986 en el Teatre Romea y en los musicales Sweeney Tood (1995) y A little night music (2000), ambas obras de Stephen Sondheim. Otra de sus participaciones notables en el teatro musical fue como voz de Audrey II, la planta carnívora, en el montaje de The little shop of horrors o La botiga dels horrors, dirigida por Joan Lluís Bozzo.
En su faceta como actor de doblaje, por su voz potente, profunda y muy grave, está considerado como uno de los profesionales más prestigiosos de España. Dobló habitualmente a Clint Eastwood y a James Earl Jones, Roger Moore, Arnold Schwarzenegger y William Shatner. Empezó a doblar a principios de los 70, cuando un director de doblaje escuchó su voz a través de la radio; llamó a la emisora y pidió que Constantino se acercara al estudio de doblaje "Voz de España" para efectuarle una prueba. La prueba fue un éxito y comenzó a doblar a la vez que compaginaba su trabajo de locutor en la radio. Además, dobló a actores como Donald Sutherland, Sam Elliott, Michael Caine, Sean Connery, Dan Aykroyd, Louis Gossett, Jr., Carl Weathers...
En su voz han sonado míticas frases del cine mundial, como: "No, yo soy tu padre" (contrariamente al "Luke, yo soy tu padre" que se ha extendido en la cultura popular) pronunciada por James Earl Jones en El imperio contraataca; "Yo he visto cosas que vosotros no creeríais..." (Rutger Hauer en el famoso discurso final de Blade Runner); "Volveré" (I'll be back), pronunciada por Arnold Schwarzenegger en el filme de 1984 Terminator; "Sayonara, baby" (Arnold Schwarzenegger en Terminator 2: el juicio final); "Me llamo Bond, James Bond" cuando fue interpretado por Roger Moore. Ha doblado a Tony Randall en Gremlins 2: La nueva generación haciendo de Gremlin Listo; también realizó el doblaje de célebres personajes de películas de Disney como el Juez Claude Frollo en El jorobado de Notre Dame, el tigre Shere Khan en El libro de la selva 2, y sobre todo Mufasa en El Rey León, uno de los trabajos que más le conmovió.
En la temporada 1992-1993 condujo el espacio matinal de Radio Nacional de España Cambia la cara, de 4 horas de duración.
En 1981 dobló al asesino en serie Edmund Kemper en la película documental The Killing of America.
Obtuvo una Antena de Oro en 1999 y dos TP de Oro como Mejor presentador en 1996 por La parodia nacional y en 1999 por Alta Tensión, además estuvo nominado en 1991 a la misma categoría por El tiempo es oro. También colaboró con su voz en el segundo disco del grupo madrileño Clint, Los tipos duros también bailan.
Desde 1998 cedió su imagen y su voz a Grupo Lo Monaco. Desde que la compañía comercializaba únicamente menaje del hogar, ya era patente su imagen vinculada a la firma. Cuando dio el salto al mundo del descanso, Grupo Lo Monaco también contó con su presencia. Su relación con la marca cesó con el fin de un contrato el 31 de marzo de 2012.
En 2010 participó en una representación teatral, dirigida por el valenciano José Tomás Chafer, en su pueblo Chinchilla de Monte-Aragón en el papel de castillo de esta localidad, como narrador y eje conductor de toda la representación, en la cual se narraban y representaban los hechos ocurridos en torno al castillo de Chinchilla, como la guerra de la independencia del siglo XIX o la jura de los fueros de la ciudad de Chinchilla por los Reyes Católicos en 1488.

### Retirada
El 12 de diciembre de 2012 anunció inesperadamente su jubilación a través de la red social Twitter: 

Gracias por el afecto. Han sido 47 años de trabajo. Y toda una vida. Radio, TV, teatro, doblaje. Ha valido la pena. Un abrazo. That's all folks! (¡Eso es todo, amigos!).

A raíz de las muestras de afecto por parte de sus admiradores, Constantino Romero mostró su agradecimiento con estas palabras: 

Siempre tuve claro que lo mejor de mi profesión eran las personas.

Cinco meses después del anuncio, el 12 de mayo de 2013, falleció en Barcelona a los 65 años. Fue entonces cuando se reveló el motivo de su retirada y posterior deceso: padeció esclerosis lateral amiotrófica en sus últimos meses de vida.

## Legado
La voz de Constantino Romero sigue siendo después de su muerte ampliamente reconocida en la cultura cinematográfica de España. Muchos profesionales dedicados a la industria del doblaje reconocen a Romero como un referente para su trabajo.
Entre el público más joven de ese país, Romero es recordado como «la voz de la infancia», dada su participación en películas de Disney como El rey león (Mufasa), El jorobado de Notre Dame (Juez Claude Frollo) o la saga cinematográfica de Rocky (Apollo Creed, Clubber Lang).

## Premios Constantino Romero
El FesTVal de Vitoria creó en 2015 los Premios Constantino Romero rindiéndole homenaje. El galardón tiene como objetivo reconocer a "una figura vinculada a la televisión en cuya carrera tenga una importancia especial la voz". En 2016 fue premiado el actor José Sacristán y en 2019 Rosa María Calaf.

## Televisión
- Ya sé que tienes novio (1985) en Televisión Española.
- El tiempo es oro (1987-1992) en Televisión Española.
- 3x4 (1988), en TVE, sustituyendo a Julia Otero en periodo estival.
- La vida es juego (1992-1993) en Televisión Española.
- Valor y coraje (1993-1995) en Televisión Española.
- La Parodia Nacional (1996-2001) en Antena 3.[4]
- Tele risa (1997) en Antena 3.[13]
- Alta Tensión (1998-1999) en Antena 3.[4]
- Tierra trágame (1999) en Antena 3.[4]
- Telerisa (1999) en Antena 3.[4]
- Una vez en la vida (2001) en Antena 3.[4]
- Domino Day (2001-2002) en Antena 3.[4]
- Destino de Castilla a La Mancha (2002) en CMT.
- Pasapalabra (2002-2003) en Antena 3.[4]
- La silla (2002) en Telemadrid, ETB y Canal Sur.
- Reparto a domicilio (2003) en Telemadrid.
- Un paseo por Castilla-La Mancha (2005) en CMT.
- Siempre ellas (2006) en CMT.
- Matrícula (2007-2009) en Cantabria TV y Canal 2 Andalucía, entre otras
- Cantando en familia (2008) en CMT.
- Tierra de Tesoros (2009) en CMT.
- Nuestro Campo Bravo (2006-2010) en CMT.
- Mucho que perder, poco que ganar (2011) en LaSexta.
- Nochevieja 1997

## Número de doblajes de actores más conocidos
- Voz habitual de Clint Eastwood (en 33 películas) de 1970 a 2012.
- Voz habitual de James Earl Jones (en 15 películas) de 1976 a 2006.
- Voz habitual de Roger Moore (en 14 películas) de 1973 a 1997.
- Voz habitual de William Shatner (en 10 películas) de 1979 a 2002.
- Voz habitual de Arnold Schwarzenegger (en 6 películas) de 1984 a 2012.

## Filmografía

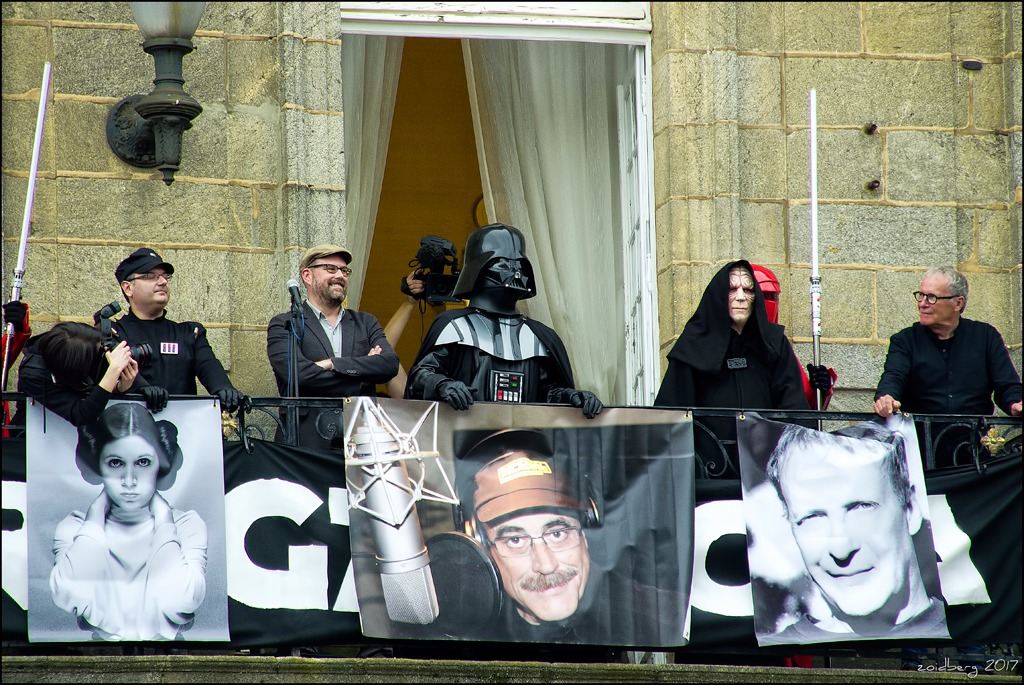
Evento por el 40º aniversario de Star Wars donde se homenajeó a Constantino Romero y otras personas relacionadas con la saga en el Ayuntamiento de Santiago de Compostela (2017).

### Actor
- La verdad oculta (1988), dirigida por Carlos Benpar.
- Lisístrata (2002), dirigida por Francesc Bellmunt.
- Di que sí (2004), dirigida por Juan Calvo.
- El Edén (2009), dirigida por Xavier Manich
- Héroes (2010), dirigida por Pau Freixas.
- Elefante (2011), dirigida por Pablo Larcuen.

### Actor de doblaje[14]
Voz de Arnold Schwarzenegger en:
- Terminator (1984) - Terminator T-800
- Terminator 2: el juicio final (1991) - Terminator T-800
- Terminator 3: La rebelión de las máquinas (2003) - Terminator T-800
- Los mercenarios (2010) - Trench Mauser
- Los mercenarios 2 (2012) - Trench Mauser

Voz de Clint Eastwood en:
- Los violentos de Kelly (1970) - Soldado Kelly
- Dos mulas y una mujer (1970) - Hogan
- Escalofrío en la noche (1971) - Dave Garver
- Harry el Sucio (1971) - Harry Callahan
- Joe Kidd (1972) - Joe Kidd
- Un botín de 500.000 dólares (1974) - Thunderbolt
- Licencia para matar (The Eiger sanction) (1975) - Dr. Jonathan Hemlock
- El fuera de la ley (1976) - Josey Wales
- Ruta suicida (1977) - Detective Ben Shockley
- Duro de pelar (1978) - Philo Beddoe
- Fuga de Alcatraz (1979) - Frank Lee Morris
- La gran pelea (1980) - Philo Beddoe
- En la cuerda floja (1984) - Wes Block
- Ciudad muy caliente (1984) - Teniente Speer
- El jinete pálido (1985) - El Predicador
- El sargento de hierro (1986) - Sargento de artillería Tom Highway
- La lista negra (1988) - Harry Callahan
- El cádillac rosa (1989) - Tommy Nowak
- Cazador blanco, corazón negro (1990) - John Wilson
- El principiante (1990) - Nick Pulovski
- Sin perdón (1992) - William "Will" Munny
- Un mundo perfecto (1993) - Jefe Red Garnett
- Casper (1995) - Él mismo
- Los puentes de Madison (1995) - Robert Kincaid
- Un loco a domicilio (1996) - Él mismo
- Poder absoluto (1997) - Luther Whitney
- Ejecución inminente (1999) - Steve Everett
- Space Cowboys (2000) - Coronel Frank Corvin
- Deuda de sangre (2002) - Terry McCaleb
- Million Dollar Baby (2004) - Frankie Dunn
- Gran Torino (2008) - Walt Kowalski
- Golpe de efecto (2012) - Gus Lobel

Voz de Carl Weathers en:
- Rocky (1976) - Apollo Creed
- Rocky II (1979) - Apollo Credd
- Fortune Dane (1986) - Fortune Dane
- Acción Jackson (1988) - Sgt. Jericho 'Action' Jackson

Voz de Mr. T en:
- Rocky III (1982) - Clubber Lang

Voz de Dakin Matthews en:
- La princesa cisne (1994) - Rey William

Voz de Dan Aykroyd en:
- Granujas a todo ritmo (1980) - Elwood Blues

Voz de Donald Sutherland en:
- M*A*S*H (1970) - Hawkeye Pierce
- Novecento (1976) - Attila Mellanchini

Voz de George Takei en:
- Mulan (1998) - Ancestro Mayor
- Mulan 2 (2004) - Ancestro Mayor

Voz de James Coburn en:
- Eraser (Eliminador) (1996) - Beller

Voz de James Earl Jones en:
- El corsario escarlata (1976) - Nick Debrett
- Star Wars IV: Una nueva esperanza (1977) - Darth Vader
- Star Wars V: El imperio contraataca (1980) - Darth Vader
- Conan el Bárbaro (1982) - Thulsa Doom
- Star Wars VI: El retorno del Jedi (1983) - Darth Vader
- El rey león (1994) - Rey Mufasa
- El rey león 2: El tesoro de Simba (1998) - Rey Mufasa
- Fantasía 2000 (1999) - Presentador de "El carnaval de los animales"
- El rey león: Las aventuras del poderoso Simba (2001) - Rey Mufasa
- Robots (2005) - Diesel (Caja de voz)
- Star Wars III: La venganza de los Sith (2005) - Darth Vader
- Click (2006) - Él mismo/Narrador
- La tierra (2007) - Narrador

Voz de Jim Brown en:
- Mars Attacks! (1996) - Byron Williams

Voz de John Ericson en:
- La bruja novata (1971) - Coronel Heller

Voz de Keith David en:
- House of Mouse (2001) - Mufasa

Voz de Louis Gossett Jr. en:
- San Francisco, ciudad desnuda  (1973) - Inspector James Larrimore
- Oficial y caballero (1982) - Sargento instructor Emil Foley
- Águila de Acero (1986) - Charles "Chappy" Sinclair
- Corazón cautivo: la historia de James Mink (1996) - James Mink

Voz de Alan Rickman en:
- ¡Socorro soy un pez! (2000) - Joe

Voz de Pelé en:
- Evasión o victoria (1981) - Soldado Luis Fernández

Voz de Roger Moore en:
- 007: Vive y deja morir (1973) - James Bond
- 007: El hombre de la pistola de oro (1974) - James Bond
- Los ejecutores (1976) - Ulysses
- 007: La espía que me amó (1977) - James Bond
- 007: Moonraker (1979) - James Bond
- Lobos marinos (1980) - Capitán Gavin Stewart
- 007: Sólo para sus ojos (1981) - James Bond
- Los locos del Cannonball (1981) - Seymour
- 007: Octopussy (1983) - James Bond
- La maldición de la pantera rosa (1983) - Inspector Jacques Clouseau
- A cara descubierta (1984) - Dr. Judd Stevens
- 007: Panorama para matar (1985) - James Bond
- Fuego, nieve y dinamita (1990) - Sir George
- Spice World (1997) - Jefe

Voz de Rutger Hauer en:
- Blade Runner (1982) - Roy Batty

Voz de Sean Connery en:
- Atmósfera cero (1981) - Marshall William T. O'Niel
- Cinco días y un verano (1982) - Douglas Meredith

Voz de Tony Jay en:
- El jorobado de Notre Dame (1996) - Juez Claude Frollo
- Austin Powers: La espía que me achuchó (1999) - Narrador
- House of Mouse (2001) - Shere Khan
- El libro de la selva 2 (2003) - Shere Khan

Voz de Tony Randall en:
- Gremlins 2: la nueva generación (1990) - Gremlin listo

Voz de William Shatner en:
- Star Trek: La película (1979) - Capitán James T. Kirk
- Star Trek II: La ira de Khan (1982) - Capitán James T. Kirk
- Aterriza como puedas 2 (1982) - Cdr. Buck Murdock
- Star Trek III: En busca de Spock (1984) - Capitán James T. Kirk
- Star Trek IV: Misión: salvar la Tierra (1986) - Capitán James T. Kirk
- Star Trek V: La última frontera (1989) - Capitán James T. Kirk
- Star Trek VI: Aquel país desconocido (1991) - Capitán James T. Kirk
- Boomerang: el príncipe de las mujeres (1992) - Él mismo
- Star Trek VII: la próxima generación (1994) - Capitán James T. Kirk
- Showtime (2002) - T. J. Hooker

Voz de Conde Broken Hakushaku (Junpei Takiguchi) en:
- Mazinger Z (1978)

Voz de Zeus en:
- Ulises 31 (1982)

Voz de Ron en:
- Copito de Nieve, la película.

## Teatro

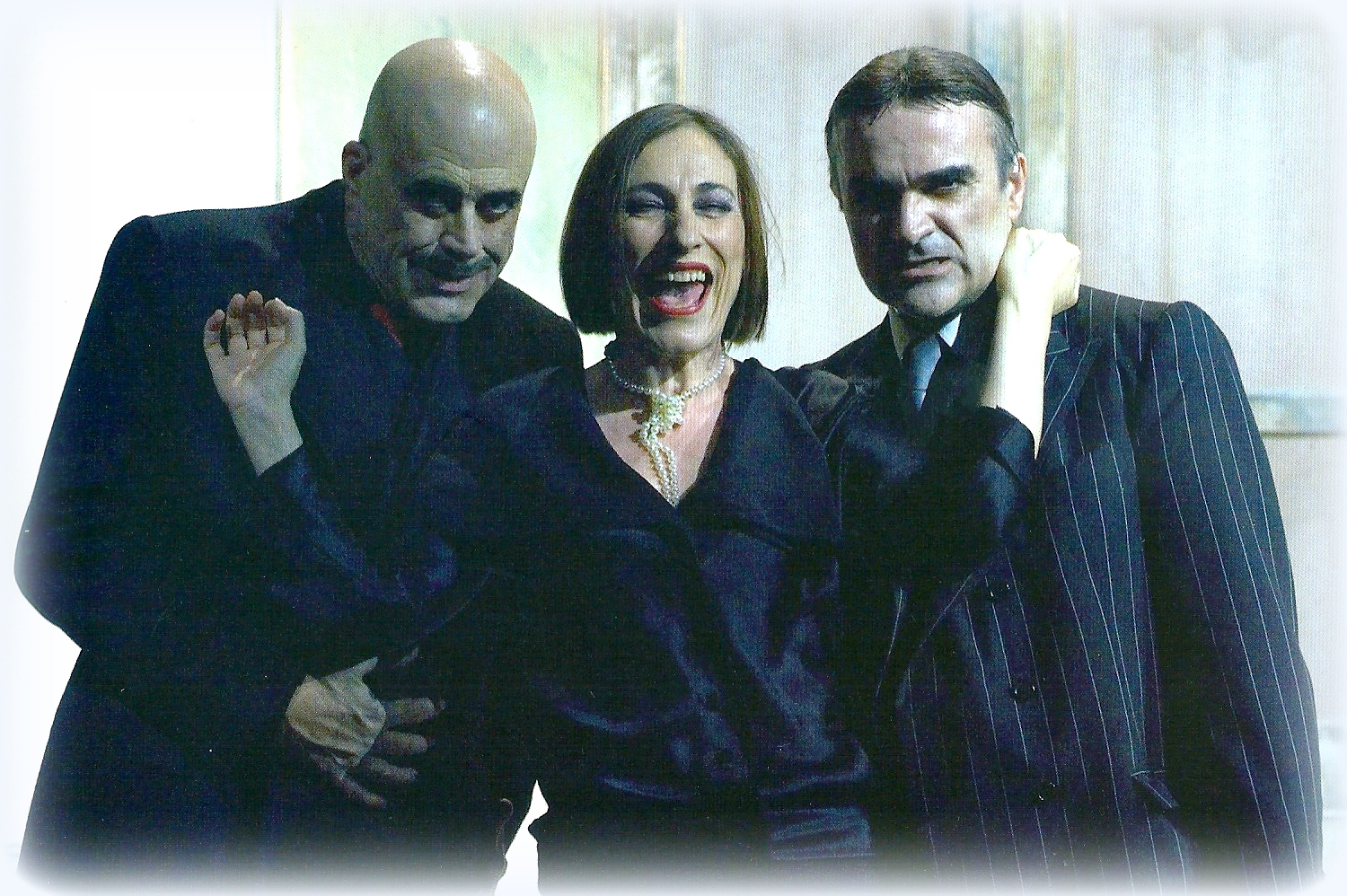
Constantino Romero, Pedro Pomares y Teresa Vallicrosa. Protagonistas de Ascenso y Caída de la Ciudad de Mahagonny en las Naves del Matedero del Teatro Español de Madrid. Año 2007.

- L'Opera de Tres Rals[5] (Mac El Capità), dirigida por Mario Gas (1984), con Felip Peña, Elisenda Ribas, Victòria Peña, Carme Sansa, Carles Canut, Anna Briansó, Eugeni Soler, Juan Antonio Hernández, Pepe Lu Arrébola, Miquel Cors, Joan Velilla, Oriol Tramvia, Xavier Capdet, Mingo Ràfols, Boris Ruiz, Alicia Orozco, Elisa Crehuet, Carme Liaño, Adela Domenech, Silvia Castelló, Bertomeu Olsina, Joe Adell, Joan Viñallonga, Joan Vallés, Agustí Estadella, Gilbert Blasco, Víctor Guillén, Vicenç Alcón, Francesc Orella, Rosa Nicolás, María Sanz, Rogèlia Esteller, Gloria Muñoz, Fanny Bulló, Noli Rego, Bruno Bruch, Xavier Garriga, Jordi Fusalba, Jaume Mallofré, Ignasi Quijano, Ricard Pal, y los Músicos: Jaume Cortadellas, Miquel Gaspà, Dave Pybus, Lluis Vidal, Josep Pons, Joan-Albert Amargós, Ezequiel Guillen, Enric Ponsa y Rafael Escotè.

- La Ronda[6] (El Marit), dirigida por Mario Gas (1986), con Núria Hosta, Jordi Boixaderas, Mª Assumpta Almirall, Jaume Valls, Emma Vilarasau, Llüisa Castell, Francesc Orella, Rosa Novell, Mario Gas, y los músicos: Joan-Albert Amargós, Pere Bardagí y Jaume Güell.
- La botiga dels horrors[7] (Audrey II), dirigida por Joan Lluís Bozzo (1987), con Pep Anton Muñoz, M. Josep Peris, Francesc Orella, Lola Lizaran, Malú Gorostiaga, Àngels Gonyalons, Carme Cuesta y Xavier Calderer.
- Sweeney Todd (Sweeney), de Stephen Sondheim. Dirigida por Mario Gas (1995).
- A Little Night Music (Frederick), de Stephen Sondheim. Dirigida por Mario Gas (2000).
- La Orestiada.[15][16] Dirigida por Mario Gas (2004), con Vicky Peña, Gloria Muñoz, Emilio Gutiérrez Caba, Maruchi León, Damià Barbany, Jordi Boixaderas, Anabel Moreno, Ricardo Moya y Teresa Vallicrosa.
- A Electra le sienta bien el luto, dirigida por Mario Gas.
- Ascensión y caída de la ciudad de Mahagonny, de Bertolt Brecht y Kurt Weill. Dirigida por Mario Gas (2007).
- Beaumarchais, de Sacha Guitry. Dirigida por Josep María Flotats (2010).